# Francisco Mas Aznar
Francisco Mas Aznar (Crevillent, 1887 – 1963) va ser un militar valencià, soldat de primera d'artilleria. Durant la Guerra del Rif fou destinat al polvorí del Fort de San Miguel, a Melilla. El 9 d'agost de 1911 es va declarar un gran incendi al fort després de l'explosió d'un tonell de pólvora. Francisco Mas Aznar va ser el primer a llençar-se a extingir el foc, amb risc de morir en l'intent, aconseguint el seu propòsit i sufocant el foc. Per aquesta heròica acció se li va concedir, en 1911 i mitjançant Reial Ordre, la Creu Llorejada de Sant Ferran. També va ser nomenat fill predilecte per l'Ajuntament de Crevillent, el qual va erigir un bust al seu honor. Aquest es troba a un petit jardí al costat del mercat municipal. Finalment, des de 2002, la ciutat de Melilla té un carrer amb el seu nom.